# Lepidopora diffusa
Lepidopora diffusa är en nässeldjursart som beskrevs av Hilbrand Boschma 1963. Lepidopora diffusa ingår i släktet Lepidopora och familjen Stylasteridae. Inga underarter finns listade i Catalogue of Life.